# Привольное (Красноперекопский район)
Приво́льное (до 1945 года Берды́-Була́т укр. Привільне, крымскотат. Berdi Bolat, Берди Болат) — село в Красноперекопском районе Республики Крым, входит в состав Новопавловского сельского поселения (согласно административно-территориальному делению Украины — Новопавловского сельского совета Автономной Республики Крым).

## Население
| 2001 | 2014 |
| ---- | ---- |
| 538  | ↘429 |

Всеукраинская перепись 2001 года показала следующее распределение по носителям языка
| Язык             | Процент |
| ---------------- | ------- |
| русский          | 47.03   |
| украинский       | 31.97   |
| крымскотатарский | 19.33   |
| другие           | 0.56    |

### Динамика численности
| - 1892 год — 51 чел. - 1900 год — 71 чел. - 1915 год — 81/28 чел. - 1926 год — 113 чел. - 1939 год — 190 чел. | - 1989 год — 504 чел. - 2001 год — 538 чел. - 2009 год — 113 чел. - 2014 год — 429 чел. |

## Современное состояние
На 2017 год в Привольном числится 4 улицы; на 2009 год, по данным сельсовета, село занимало площадь 41 гектар, на которой в 241 дворе проживало 496 человек, село газифицировано.

## География
Привольное расположена в центре района в степном Крыму, по левому берегу реки Чатырлык недалеко от устья, высота центра села над уровнем моря — 5 м. Ближайшие сёла: Новопавловка на другом берегу реки и Братское в 3 км на юго-восток. Расстояние до райцентра — около 20 километров (по шоссе), ближайшая железнодорожная станция — Воинка (на линии Джанкой — Армянск) — около 12 км.

## История
Согласно энциклопедическому словарю «Немцы России», немецкая колония Берды-Булат немецкий была основана в Воинской волости Перекопского уезда в 1886 году на 1200 десятинах земли — первая адвентистская община в Крыму.
Согласно «…Памятной книжке Таврической губернии на 1892 год», в деревне Берды-Булат немецкий, составлявшей Берды-Булат-немецкое сельское общество, был 51 житель в 7 домохозяйствах. По «…Памятной книжке Таврической губернии на 1900 год» в Берды-Булате, входившем в Берды-Булат-немецкое сельское общество, числился 71 житель в 8 домохозяйствах. По Статистическому справочнику Таврической губернии. Ч.II-я. Статистический очерк, выпуск пятый Перекопский уезд, 1915 год, в деревне Берды-Булат Воинской волости Перекопского уезда числилось 14 дворов с немецким населением в количестве 81 человек приписных жителей и 28 — «посторонних», из которых 59 мужчин и 50 женщин. Жители землёй не владели, но за селением числилось 190 десятин земли. В хозяйствах имелось 77 лошадей, 38 волов, 32 коровы и 61 голова мелкого скота.
После установления в Крыму Советской власти, по постановлению Крымревкома от 8 января 1921 года № 206 «Об изменении административных границ» была упразднена волостная система, Перекопский уезд переименовали в Джанкойский, в котором был образован Ишуньский район, в состав которого включили село, а в 1922 году уезды получили название округов. 11 октября 1923 года, согласно постановлению ВЦИК, в административное деление Крымской АССР были внесены изменения, в результате которых округа были отменены, Ишуньский район упразднён и село вошло в состав Джанкойского района. Согласно Списку населённых пунктов Крымской АССР по Всесоюзной переписи 17 декабря 1926 года, в селе Берды-Булат (немецкий), Ишуньского сельсовета Джанкойского района, числилось 24 двора, все крестьянские, население составляло 113 человек, из них 105 немцев, 17 украинцев, 6 чехов, 1 записан в графе «прочие». Постановлением ВЦИК от 30 октября 1930 года был восстановлен Ишуньский район (есть данные, что 15 сентября 1931 года село, вместе с сельсоветом, включили в его состав. В 1930-е годы образован колхоз «Люстигер-Аккер». Постановлением Центрального исполнительного комитета Крымской АССР от 26 января 1938 года Ишуньский район был ликвидирован и создан Красноперекопский район с центром в поселке Армянск (по другим данным 22 февраля 1937 года), в который вошло село. К 1940 году село становится центром Берды-Булатского сельсовета. По данным всесоюзной переписи населения 1939 года в селе проживало 190 человек. На подробной карте РККА северного Крыма 1941 года в Бирды-Булате немецком отмечен 31 двор. После начала Великой Отечественной войны, по секретному постановлению № СЭ-75 Совета по эвакуации от 15 августа 1941 года, крымские немцы были выселены, сначала в Ставропольский край, а затем в Сибирь и северный Казахстан.
Указом Президиума Верховного Совета РСФСР от 21 августа 1945 года Берды-Булат был переименован в Привольное и Берды-Булатский сельсовет — в Привольненский. С 25 июня 1946 года Привольное в составе Крымской области РСФСР, в 1951 году село в составе объединённого хозяйства «Красное Знамя». С 1953 года началось организованное заселение села жителями других областей Украины и России. 26 апреля 1954 года Крымская область была передана из состава РСФСР в состав УССР. Время упразднения сельсовета пока не выяснено: на 15 июня 1960 года село числилось в составе Воинского, на 1968 год село входило в Братский, а с 1975 включено в состав Новопавловского. По данным переписи 1989 года в селе проживало 504 человек. С 12 февраля 1991 года село в восстановленной Крымской АССР, 26 февраля 1992 года переименованной в Автономную Республику Крым. С 21 марта 2014 года в составе Крыма аннексировано Россией.